# William Yakutumba
William Amuri Yakutumba (Maquis de Fizi, 1970) é o líder da Coalizão Nacional do Povo pela Soberania do Congo, uma coalizão rebelde antigovernamental que luta no conflito de Quivu. Yakutumba está envolvido em mobilizações armadas desde 1996, lutando pelos Mai-Mai antes de finalmente liderar o seu próprio grupo. Yakutumba afirma lutar pela democracia e contra a suposta invasão das populações ruandofonas no leste da República Democrática do Congo.